# Anthocercis
Anthocercis, biljni rod iz porodice pomoćnica smješten u tribus Anthocercideae. Sastoji se od 10 vrsta grmova iz Zapadne Australije i Južne Australije.
Rod je opisan u Novae Hollandiae Plantarum Specimen 2: 19. 1806.

## Vrste
1. Anthocercis angustifolia F.Muell.
2. Anthocercis anisantha Endl.
3. Anthocercis fasciculata F.Muell.
4. Anthocercis genistoides Miers
5. Anthocercis gracilis Benth.
6. Anthocercis ilicifolia Hook.
7. Anthocercis intricata F.Muell.
8. Anthocercis littorea Labill.; tip
9. Anthocercis sylvicola T.D.Macfarl.& Ward.-Johnson
10. Anthocercis viscosa R.Br.